# 景唐
景唐是缅甸掸邦南桑县孟乃镇区下辖的一个镇。南登河流经并供水给该镇。

## 历史
在第二次世界大战结束之前，景唐邦是孟乃国的附庸邦。
景唐也是掸族古代传说中的勇士Khun Sam Law的故乡，也是臭名昭着的篡位者和战争贩子Twet Nga Lu的出生地。
在该镇辖区内有一座水电站，景唐瀑布之类的风景区受到了该水电站的影响。